# Challenger Banque Nationale de Granby 2012
Il Challenger Banque Nationale de Granby è stato un torneo di tennis facente della categoria ITF Women's Circuit nell'ambito dell'ITF Women's Circuit 2012 e dell'ATP Challenger Tour nell'ambito dell'ATP Challenger Tour. Sia il torneo maschile che quello femminile si sono giocati a Granby in Canada dal 16 al 22 luglio 2012 su campi in cemento.

## Partecipanti ATP

### Teste di serie
| Nazionalità | Giocatore       | Ranking* | Testa di serie |
| ----------- | --------------- | -------- | -------------- |
| Canada      | Vasek Pospisil  | 105      | 1              |
| Paesi Bassi | Igor Sijsling   | 110      | 2              |
| Canada      | Frank Dancevic  | 132      | 3              |
| Thailandia  | Danai Udomchoke | 165      | 4              |
| Belgio      | Maxime Authom   | 179      | 5              |
| Australia   | James Duckworth | 192      | 6              |
| Canada      | Érik Chvojka    | 224      | 7              |
| Italia      | Thomas Fabbiano | 234      | 8              |

- Ranking al 9 luglio 2012.

### Altri partecipanti
Giocatori che hanno ricevuto una wild card:
- Philip Bester
- Frank Dancevic
- Pavel Krainik
- Samuel Monette

Giocatori passati dalle qualificazioni:
- Reid Carleton
- Isade Juneau
- Milan Pokrajac
- Takao Suzuki

## Campioni

### Singolare maschile
- Vasek Pospisil ha battuto in finale  Igor Sijsling con il punteggio di 7–6(2), 6–4.

### Doppio maschile
- Philip Bester /  Vasek Pospisil hanno battuto in finale  Yuichi Ito /  Takuto Niki con il punteggio di 6–1, 6–2.

### Singolare femminile
Eugenie Bouchard ha battuto in finale  Stéphanie Dubois che si è ritirata sul punteggio di 6–2, 5–2.

### Doppio femminile
Sharon Fichman /  Marie-Ève Pelletier hanno battuto in finale  Shūko Aoyama /  Miki Miyamura con il punteggio di 4–6, 7–5, [10–4].